# Romualdas Brazauskas

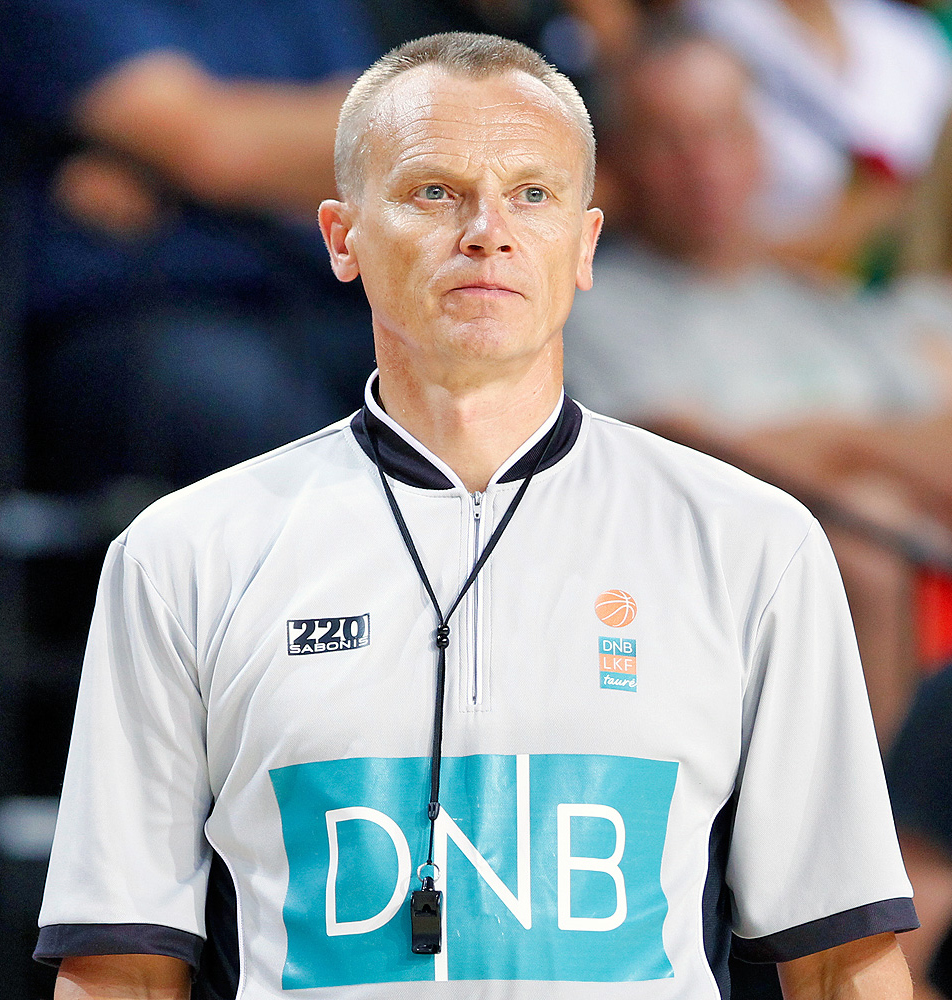
Romualdas Brazauskas, 2013

Romualdas Brazauskas (* 31. Juli 1960 in Biržai) ist ein litauischer Basketball-Schiedsrichter der FIBA.

## Leben
Nach dem Abitur 1978 an der 1. Mittelschule Biržai absolvierte Romualdas Brazauskas 1983 ein Diplomstudium am Vilniaus pedagoginis institutas. 1987 wurde er internationaler FIBA-Richter. Ab 1993 arbeitet er am nationalen Verband Lietuvos krepšinio federacija.
Er war oberster Richter bei Lietuvos moterų krepšinio lyga. 2007 wurde Romualdas Brazauskas Baltic-Basketball-League-Direktor.